# Kush Maini
Kush Maini (Bengaluru, 2000. szeptember 22. – ) indiai autóversenyző, 2023 óta az Alpine versenyzői akadémia tagja. 2024 óta az FIA Formula–2-ben szerepel.

## Magánélete
Bátyja, Arjun Maini szintén autóversenyző és korábban szintén versenyzett az FIA Formula–2 bajnokságban 2018-ban és 2019-ben. 2025 óta a Ford GT3-as pilótája.

## Pályafutása

### Formula–4
2016-ban kezdte együléses versenyzői karrierjét, a olasz F4-ben a BVM Racing csapatnál versenyezve. A szezont 16. helyen zárta, ezzel ő lett a legjobb újonc.
2017-ben Maini a svájci Jenzer Motorsporthoz igazolt, ez az éve jobban sikerült az előzőnél, hiszen 8. helyen végzett.

### Brit Formula–3-as bajnokság
2018-ban az indiai versenyző szintet lépett, és a brit F3-ban versenyzett a Lanan Racing pilótájaként. Egy sprintfutamot nyerve, és hét dobogót szerezve 3. helyen zárta az idényt.

### Formula Renault Európa-kupa
2019-ben Maini a Formula Renault Európa-kupában versenyzett az M2 Competition csapattal. A szezont 6. helyen zárta 102 szerzett ponttal, a 2. legjobb újonc versenyzőként.
2020-ban szeretett volna maradni az Eurokupában az R-ace GP csapattal, de a Covid19-pandémia átírta terveit, így visszatért a brit F3-ba a Hitech GP pilótájaként, ahol 2. helyen végzett 3 futamgyőzelemmel.

### Sportautózás
A 2021-es főszezonra nem tudott teljes éves ülést találni, így az egyetlen versenye ebben az évben az hosszútávú-világbajnokságon (WEC) volt, ahol az ARC Bratislava csapatát erősítette az LMP2-es kategóriában.

### Formula–3
2021 telén az ázsiai Formula–3-ban vett részt, ahol honfitársa, Jehan Daruvala volt a csapattársa. A 11. helyen zárt végül.
2022-ben az FIA Formula–3-ba sikerült igazolnia, az MP Motorsporthoz, ahol csapattársai a brazil Caio Collet és az orosz Alekszandr Szmoljar voltak. A 14. helyen zárta a szezont.

### Formula–2
2022 novemberében Maini-t bejelentette a 2023-as szezonra a Campos Racing csapata, ahol a svájci Ralph Boschung lett a csapattársa. Ezzel együtt az év végi teszteken is már a csapattal készült.

### Formula–1
2023 október végén csatlakozott az Alpine juniorprogramjához. Később a Red Bull Ringen vezetett először Formula–1-es autót, az Alpine A522-t vezette egy teszten. 2025 márciusában Paul Aron, Franco Colapinto és Hirakava Rjó mellett az Alpine egyik teszt- és tartalékpilótájává lépett elő.

## Eredményei

### Karrier összefoglaló
| Szezon  | Bajnokság                   | Csapat            | Verseny           | Győzelem          | Pole              | Leggyorsabb kör   | Dobogós helyezés  | Pont              | Helyezés          |
| ------- | --------------------------- | ----------------- | ----------------- | ----------------- | ----------------- | ----------------- | ----------------- | ----------------- | ----------------- |
| 2016    | Olasz Formula–4             | BVM Racing        | 21                | 0                 | 0                 | 0                 | 1                 | 53                | 16.               |
| 2017    | Olasz Formula–4             | Jenzer Motorsport | 21                | 0                 | 0                 | 0                 | 2                 | 114               | 8.                |
| 2017    | Német Formula–4             | Jenzer Motorsport | 3                 | 0                 | 0                 | 0                 | 0                 | 0                 | HN†               |
| 2018    | Brit Formula–3-as bajnokság | Lanan Racing      | 23                | 1                 | 2                 | 4                 | 8                 | 366               | 3.                |
| 2019    | Formula Renault Európa-kupa | M2 Competition    | 20                | 0                 | 0                 | 0                 | 1                 | 102               | 6.                |
| 2020    | Brit Formula–3-as bajnokság | Hitech Grand Prix | 24                | 3                 | 2                 | 1                 | 12                | 448               | 2.                |
| 2021    | Formula–3 Ázsia-bajnokság   | Mumbai Falcons    | 14                | 0                 | 0                 | 2                 | 1                 | 55                | 11.               |
| 2021    | WEC                         | ARC Bratislava    | 1                 | 0                 | 0                 | 0                 | 0                 | 1                 | 30.               |
| 2022    | Formula–3                   | MP Motorsport     | 18                | 0                 | 0                 | 0                 | 1                 | 31                | 14.               |
| 2023    | Formula–2                   | Campos Racing     | 26                | 0                 | 0                 | 0                 | 1                 | 62                | 11.               |
| 2023–24 | Formula–E                   | Mahindra Racing   | Tartalékversenyző | Tartalékversenyző | Tartalékversenyző | Tartalékversenyző | Tartalékversenyző | Tartalékversenyző | Tartalékversenyző |
| 2024    | Formula–2                   | Invicta Racing    | 28                | 1                 | 1                 | 1                 | 5                 | 74                | 13.               |
| 2024–25 | Formula–E                   | Mahindra Racing   | Tartalékversenyző | Tartalékversenyző | Tartalékversenyző | Tartalékversenyző | Tartalékversenyző | Tartalékversenyző | Tartalékversenyző |
| 2025    | Formula–2                   | DAMS Lucas Oil    | 0                 | 0                 | 0                 | 0                 | 0                 | 0                 | HN                |
| 2025    | Formula–1                   | Alpine            | Tesztversenyző    | Tesztversenyző    | Tesztversenyző    | Tesztversenyző    | Tesztversenyző    | Tesztversenyző    | Tesztversenyző    |

* A szezon jelenleg is zajlik.
† Mivel Maini csak vendégpilóta volt, így nem szerezhetett pontot.

### Teljes Brit Formula–3-as eredménysorozata
(Táblázat értelmezése)

(Félkövér: pole-pozícióból indult; dőlt: leggyorsabb kört futott) 

| Év   | Csapat            | 1        | 2        | 3        | 4       | 5        | 6          | 7       | 8         | 9         | 10      | 11        | 12       | 13         | 14        | 15       | 16       | 17       | 18      | 19       | 20        | 21       | 22       | 23       | 24      | Helyezés | Pont |
| ---- | ----------------- | -------- | -------- | -------- | ------- | -------- | ---------- | ------- | --------- | --------- | ------- | --------- | -------- | ---------- | --------- | -------- | -------- | -------- | ------- | -------- | --------- | -------- | -------- | -------- | ------- | -------- | ---- |
| 2018 | Lanan Racing      | OUL 1 9  | OUL 2 53 | OUL 3    | ROC 1 7 | ROC 2 14 | ROC 3      | SNE 1 2 | SNE 2 142 | SNE 3     | SIL 1 2 | SIL 2 142 | SIL 3    | SPA 1 7    | SPA 2 107 | SPA 3 11 | BRH 1 6  | BRH 2 37 | BRH 3 6 | DON 1 5  | DON 2 Ki  | DON 3 15 | SIL 1 11 | SIL 2 6  | SIL 3 T | 3.       | 366  |
| 2020 | Hitech Grand Prix | OUL 1 14 | OUL 2    | OUL 3 10 | OUL 4 2 | DON1 1 3 | DON1 2 610 | DON1 3  | BRH 1 2   | BRH 2 112 | BRH 3   | BRH 4 1   | DON2 1 3 | DON2 2 104 | DON2 3 1  | SNE 1 11 | SNE 2 12 | SNE 3 15 | SNE 4 7 | DON3 1 9 | DON3 2 49 | DON3 3   | SIL 1 3  | SIL 2 17 | SIL 3 6 | 2.       | 448  |

### Teljes Formula Renault Európa-kupa eredménysorozata
(Táblázat értelmezése)

(Félkövér: pole-pozícióból indult; dőlt: leggyorsabb kört futott) 

| Év   | Csapat         | 1       | 2       | 3        | 4       | 5        | 6        | 7       | 8        | 9       | 10      | 11      | 12      | 13       | 14      | 15       | 16       | 17      | 18      | 19      | 20       | Helyezés | Pont |
| ---- | -------------- | ------- | ------- | -------- | ------- | -------- | -------- | ------- | -------- | ------- | ------- | ------- | ------- | -------- | ------- | -------- | -------- | ------- | ------- | ------- | -------- | -------- | ---- |
| 2019 | M2 Competition | MNZ 1 3 | MNZ 2 5 | SIL 1 18 | SIL 2 6 | MON 1 10 | MON 2 11 | LEC 1 6 | LEC 2 21 | SPA 1 5 | SPA 2 9 | NÜR 1 7 | NÜR 2 8 | HUN 1 15 | HUN 2 5 | CAT 1 Ki | CAT 2 12 | HOC 1 7 | HOC 2 4 | YMC 1 6 | YMC 2 Ki | 6.       | 102  |

### Teljes Formula–3 Ázsia-bajnokság eredménysorozata
(Táblázat értelmezése)

(Félkövér: pole-pozícióból indult; dőlt: leggyorsabb kört futott) 

| Év   | Csapat         | 1        | 2        | 3        | 4        | 5        | 6        | 7       | 8       | 9       | 10       | 11       | 12      | 13      | 14      | 15      | Helyezés | Pont |
| ---- | -------------- | -------- | -------- | -------- | -------- | -------- | -------- | ------- | ------- | ------- | -------- | -------- | ------- | ------- | ------- | ------- | -------- | ---- |
| 2021 | Mumbai Falcons | DUB 1 21 | DUB 2 Ni | DUB 3 20 | ABU 1 12 | ABU 2 11 | ABU 3 17 | ABU 1 8 | ABU 2 7 | ABU 3 8 | DUB 1 Hn | DUB 2 Ki | DUB 3 5 | ABU 1 3 | ABU 2 4 | ABU 3 8 | 11.      | 55   |

### Teljes FIA Formula–3-as eredménysorozata
(Táblázat értelmezése)

(Félkövér: pole-pozícióból indult; dőlt: leggyorsabb kört futott) 

| Év   | Csapat        | 1          | 2          | 3          | 4         | 5          | 6          | 7         | 8          | 9          | 10          | 11        | 12        | 13         | 14         | 15         | 16         | 17         | 18         | Helyezés | Pont |
| ---- | ------------- | ---------- | ---------- | ---------- | --------- | ---------- | ---------- | --------- | ---------- | ---------- | ----------- | --------- | --------- | ---------- | ---------- | ---------- | ---------- | ---------- | ---------- | -------- | ---- |
| 2022 | MP Motorsport | BHR SPR 15 | BHR FEA 16 | IMO SPR 20 | IMO FEA 5 | ESP SPR 17 | ESP FEA 25 | GBR SPR 4 | GBR FEA 22 | AUT SPR 19 | AUT FEA 25† | HUN SPR 3 | HUN FEA 7 | BEL SPR 13 | BEL FEA Ki | NED SPR 18 | NED FEA 11 | ITA SPR 11 | ITA FEA 13 | 14.      | 31   |

† A versenyt nem fejezte be, de helyezését értékelték, mert a versenytáv több, mint 90%-át teljesítette.

### Teljes FIA Formula–2-es eredménysorozata
(Táblázat értelmezése)

(Félkövér: pole-pozícióból indult; dőlt: leggyorsabb kört futott) 

| Év   | Csapat         | 1          | 2         | 3          | 4          | 5          | 6          | 7          | 8          | 9          | 10         | 11         | 12         | 13         | 14         | 15         | 16         | 17        | 18         | 19         | 20         | 21         | 22         | 23        | 24          | 25          | 26         | 27         | 28         | Helyezés | Pont |
| ---- | -------------- | ---------- | --------- | ---------- | ---------- | ---------- | ---------- | ---------- | ---------- | ---------- | ---------- | ---------- | ---------- | ---------- | ---------- | ---------- | ---------- | --------- | ---------- | ---------- | ---------- | ---------- | ---------- | --------- | ----------- | ----------- | ---------- | ---------- | ---------- | -------- | ---- |
| 2023 | Campos Racing  | BHR SPR 7  | BHR FEA 4 | KSA SPR 5  | KSA FEA 12 | AUS SPR 3  | AUS FEA 9  | AZE SPR 4  | AZE FEA 5  | MON SPR 13 | MON FEA 6  | ESP SPR 18 | ESP FEA 17 | AUT SPR 16 | AUT FEA Ki | GBR SPR 13 | GBR FEA Ki | HUN SPR 6 | HUN FEA 20 | BEL SPR 18 | BEL FEA 8  | NED SPR Ki | NED FEA 18 | ITA SPR 5 | ITA FEA Ki  | UAE SPR 13  | UAE FEA 9  |            |            | 11.      | 62   |
| 2024 | Invicta Racing | BHR SPR 13 | BHR FEA 7 | KSA SPR 8  | KSA FEA 2  | AUS SPR 3  | AUS FEA 12 | IMO SPR 8  | IMO FEA 14 | MON SPR Ki | MON FEA 17 | ESP SPR 2  | ESP FEA 6  | AUT SPR 7  | AUT FEA 17 | GBR SPR 3  | GBR FEA 19 | HUN SPR 1 | HUN FEA 7  | BEL SPR 13 | BEL FEA 15 | ITA SPR 11 | ITA FEA 15 | AZE SPR 9 | AZE FEA Kiz | QAT SPR 20† | QAT FEA 14 | UAE SPR 17 | UAE FEA 12 | 13.      | 74   |
| 2025 | DAMS Lucas Oil | AUS SPR 16 | AUS FEA T | BHR SPR 16 | BHR FEA 18 | KSA SPR 10 | KSA FEA 10 | IMO SPR 13 | IMO FEA 21 | MON SPR 1  | MON FEA 6‡ | ESP SPR 16 | ESP FEA 7  | AUT SPR 17 | AUT FEA 16 | GBR SPR 4  | GBR FEA 16 | BEL SPR   | BEL FEA    | HUN SPR    | HUN FEA    | ITA SPR    | ITA FEA    | AZE SPR   | AZE FEA     | QAT SPR     | QAT FEA    | UAE SPR    | UAE FEA    | 12.*     | 26*  |

* A szezon jelenleg is zajlik.
† A versenyt nem fejezte be, de helyezését értékelték, mert a versenytáv több, mint 90%-át teljesítette.
‡ A versenyen csökkentett pontszámokat osztottak.

### Teljes WEC eredménysorozata
(Táblázat értelmezése)

(Félkövér: pole-pozícióból indult; dőlt: leggyorsabb kört futott) 

| Év   | Csapat         | Kategória | Kasztni  | Motor                 | 1   | 2   | 3   | 4   | 5      | 6   | Helyezés | Pont |
| ---- | -------------- | --------- | -------- | --------------------- | --- | --- | --- | --- | ------ | --- | -------- | ---- |
| 2021 | ARC Bratislava | LMP2      | Oreca 07 | Gibson GK428 4.2 L V8 | SPA | ALG | MNZ | LMS | BHR 10 | BHR | 30.      | 1    |